# Hacienda El Volcán
Hacienda El Volcán es un espacio histórico y turístico ubicado al frente de la Carretera Nacional Santa Teresa-Santa Lucía en el pueblo de Santa Lucía del Tuy, municipio Paz Castillo, Estado Miranda al extremo sur de la ciudad.

## Historia
Se tienen indicios que la hacienda estaba establecidas desde la fundación del pueblo de Santa Lucía alrededor del siglo XVII. Cuenta la tradición que de la Hacienda El Volcán se originó la costumbre de traer el Santo Sepulcro el día Viernes Santo el cual era trasladado hasta el sector de Tun-Tun y El Calvario para luego traerlo hasta a la Iglesia del centro del poblado. También la Santa Lucía “La Indiecita” venía en peregrinación desde dicha hacienda, por todo ello, puede desprenderse que se constituyó en un generador de interés social, económico y religioso para ese entonces.
A partir de 1830 como una de las principales productoras de caña de azúcar, ya que, en sus linderos se encontraban grandes extensiones de sembradíos de caña de azúcar, esta es la materia prima que se producía y daba pie a la zafra azucarera, fue la época en que la mayoría de los luciteños tenían una segura fuente de trabajo.
Cabe destacar que para los años 1886 la propiedad estaba bajo las manos del Dr. Juan Francisco del Castillo, quien para ese entonces era Ministro de Hacienda, anteriormente fue diputado del estado Lara  en la Asamblea Nacional Constituyente del año 1893 y además participó en la Revolución Restauradora del General Cipriano Castro en 1899 en la cual fue designado Ministro de Relaciones Interiores.
Entre los años 1902 y 1904 su dueño era Don Antonio Rodríguez, quien conjunto a los de trabajadores de su hacienda que se cree que rondan entre los 200 a 300, cada sábado o domingo se trasladaban a una casa de comercio que funcionó donde se encuentra actualmente la casa de la cultura, la cual era el mejor establecimiento en ofrecer víveres y mercancías secas; contaba con una bótica, una panadería y expendio de carnes. Allí los trabajadores con sus "fichas” (que era la moneda con que les pagaban para la época), hacían un trueque por mercancías, el pago en fichas era una costumbre tradicional en aquellos tiempos, lo cual vino a desaparecer a raíz de la conclusión del Gobierno del General Juan Vicente Gómez. El fallecimiento de Don Antonio dio por finalizada la firma de esa poderosa casa comercial de honda repercusión en el comercio luciteño.
Más adelante en el tiempo, exactamente en los años 1930 funcionó en la hacienda un ingenio azucarero llamado "Santa Epifanía" que además de azúcar proveía de cerveza y melaza para Los Valles del Tuy y alrededores. Próximamente en 1962 conjunto a la Central de Mopia y las haciendas El Nogal, El Milagro y Las Monjas crean la firma "Centrales del Tuy". Cabe destacar que la agroindustria azucarera en el país alcanzó su mayor desarrollo en la década de los sesenta, en el marco de la política de sustitución de importaciones. Por entonces, esta industria quedó controlada por las factorías de mayor tamaño, que en 1959 elaboraban 98.6% de la producción nacional. Las pequeñas centrales, que funcionaban con altos costos de producción y técnicas atrasadas, fueron desapareciendo en la medida en que no podían competir con las grandes plantas industriales dotadas de avanzada tecnología Por tal motivo, Centrales del Tuy unos pocos años después de su establecimiento en la industria dejó de funcionar, debido a que ya no era rentable. Después de lo sucedido se crea una industria de alfarería, el cual tiene por nombre ALFAVOLCA
Hoy día está a cargo de un consorcio español promovido por TEMISA. “Tejas Miranda S.A.”. Siendo su administrador el Licenciado Freddy Torres, la cual absorbe gran parte del personal de fábrica, ésta se concreta en la producción de alfarería.

## Descripción
La estructura de la antigua casona permanece inalterada. No obstante e 1964 se llevó a cabo una reparación en el techo y en parte de la cocina pero los artistas realizaron el trabajo sin alterar la fachada.
La casa cuenta con un total de diez habitaciones, una sala de reunión, dos comedores, un área de esparcimiento y tres pasillos interiores. Posee un patio interior que anteriormente se utilizaba para el secado de los granos de café. Cabe destacar que al frente de la casa principal existía un sector para lacaballerizas, el espacio total que ocupa la parcela es de un total de tres hectáreas.

## Galería
- Hacienda El Volcán